# Underground XIV
Underground XIV è il diciottesimo EP del gruppo musicale statunitense Linkin Park, pubblicato il 21 novembre 2014 dalla Machine Shop Recordings.

## Descrizione
Quattordicesimo EP pubblicato dal fan club ufficiale del gruppo, LP Underground, Underground XIV contiene dieci demo prevalentemente strumentali, realizzate tra il 2002 e il 2009. Tra quelle non strumentali è presente la demo originaria di Breaking the Habit, realizzata nel 2002 e cantata interamente da Mike Shinoda.

## Tracce
Musiche dei Linkin Park.
1. Aubrey One (2009 Demo) – 3:53
2. Malathion+Tritonus (2008 Berlin Demo) – 5:18
3. Berlin One, Version C (2009 Demo) – 2:50
4. Blanka (2008 Demo) – 2:33
5. Heartburn (2007 Demo) – 1:46
6. Breaking the Habit (Original Mike 2002 Demo) – 3:20 (testo: Mike Shinoda)
7. Dave Sbeat feat. Joe (2009) – 0:43
8. Froctagon (2009 Demo) – 3:40
9. Rhinocerous (2002 Demo) – 3:36
10. After Canada (2005 Demo) – 4:14

## Formazione
Hanno partecipato alle registrazioni, secondo le note di copertina:
Gruppo
- Mike Shinoda – voce (traccia 6), chitarra, tastiera, pianoforte, campionatore
- Brad Delson – chitarra
- Phoenix – basso
- Rob Bourdon – batteria, percussioni
- Joe Hahn – campionatore, giradischi, voce (traccia 7)

Produzione
- Mike Shinoda – missaggio
- Brian "Big Bass" Gardner – mastering
- James Jean – copertina
- Rickey Rim – direzione creativa
- Annie Nguyen – direzione artistica